# Cinara idahoensis
Cinara idahoensis är en insektsart som beskrevs av Frank Hall Knowlton 1935. Cinara idahoensis ingår i släktet Cinara och familjen långrörsbladlöss. Inga underarter finns listade i Catalogue of Life.